# Eevan perintö
Eevan perintö è il secondo album della band heavy metal finlandese Kotiteollisuus, prima nota come Hullu ukko ja kotiteollisuus.

## Tracce
1. Rakastan – 2:59
2. Eevan perintö – 4:35
3. Sulje silmäni – 3:02
4. Ikuisesti – 3:19
5. Soin – 2:34
6. Kuoleva – 3:07
7. Juoksu – 3:17
8. Vakiot – 2:57
9. Mania – 3:01
10. Ei puhuta – 4:37
11. Saattoväki – 6:01

## Formazione
- Jouni Hynynen - voce, chitarra
- Janne Hongisto - basso
- Jari Sinkkonen - batteria